# Salisbury (Massachusetts)
Pour les articles homonymes, voir Salisbury.
Salisbury est une ville des États-Unis, dans le Massachusetts, Comté d'Essex, fondée en 1638. L'endroit est une station balnéaire populaire sur l'Atlantique, au nord de Boston. Une des grandes spécialités de cette côte atlantique est la pêche au homard. 
La ville s'étend sur 46,2 km2, comprenant 6,2 km2 d'eau (13,5 % de la surface totale).
Au dernier recensement de 2000, la ville comptait 7 827 personnes, 3 082 foyers et 1 990 familles. La densité de population s'élevait à 195,9 personnes/km2. 